# Slamdichter
Een slamdichter(es), poetry slammer, slammer of podiumdichter(es) is een dichter(es) die zijn of haar poëzie bij voorkeur door voordracht aan het publiek presenteert. De voordrachten zijn vaak ritmisch en energiek. Veel slamdichters doen mee aan poetry slams. De meeste slamdichters zien het podium niet als enige medium voor hun poëzie, en willen ook publiceren. 
Simon Vinkenoog kan worden gezien als de dichter die dit genre in Nederland populair heeft gemaakt. Hij geldt, samen met Jules Deelder, Bart Chabot, Johnny van Doorn en Tom Lanoye als een voorloper van de hedendaagse generatie slamdichters. Van 1998 tot aan zijn dood in 2009 was Vinkenoog jurylid van de oudste Nederlandse poetry slam, Festina Lente in Amsterdam. 
Spoken word wordt vaak verward met slamdichten en voor een groot deel komen deze twee begrippen ook overeen. Het verschil is dat spoken word niet per se poëzie wil zijn. De tekst is dus (meestal) niet ritmisch en neigt (vaak, maar niet altijd) meer naar cabaret (al dan niet humoristisch) dan slampoëzie. Daarom zijn spoken word-teksten ook vaak langer dan slamgedichten. In Nederland wordt op spoken word-avonden vaak Engels gesproken, bij poetry slam alleen Nederlands.

## Lijst van slamdichters
Dit is een lijst van Nederlandstalige slamdichters met een artikel op Wikipedia:
- Anne van Amstel
- Martin Beversluis
- Pim te Bokkel
- Carmien Michels
- Charlotte Van den Broeck
- Tsead Bruinja
- Bart Chabot (podiumdichter, maar heeft niet meegedaan aan poetry slams)
- Ellen Deckwitz
- Daniël Dee
- Daan Doesborgh
- Hélène Gelèns
- Quirien van Haelen
- Erik Jan Harmens
- Krijn Peter Hesselink
- Eric van Hoof
- Tjitske Jansen
- Jee Kast
- Jannah Loontjens
- Sylvie Marie
- Els Moors
- Xavier Roelens
- Alexis de Roode
- David Troch
- Simon Vinkenoog (podiumdichter, heeft niet meegedaan aan poetry slams)
- Stijn Vranken
- Bernard Wesseling